# Флетчер (Північна Кароліна)
Флетчер (англ. Fletcher) — місто (англ. town) в США, в окрузі Гендерсон штату Північна Кароліна. Населення — 7987 осіб (2020).

## Географія
Флетчер розташований за координатами 35°25′58″ пн. ш. 82°30′27″ зх. д. / 35.43278° пн. ш. 82.50750° зх. д. (35.432885, -82.507496).  За даними Бюро перепису населення США в 2010 році місто мало площу 16,80 км², з яких 16,61 км² — суходіл та 0,20 км² — водойми.

## Демографія
Згідно з переписом 2010 року, у місті мешкало 7187 осіб у 3008 домогосподарствах у складі 1970 родин. Густота населення становила 428 осіб/км².  Було 3208 помешкань (191/км²).
Расовий склад населення:
| - 88,3 % — білих - 4,1 % — чорних або афроамериканців - 3,1 % — азіатів - 0,5 % — корінних американців - 0,1 % — вихідців з тихоокеанських островів - 2,0 % — осіб інших рас |

До двох чи більше рас належало 2,0 %. Частка іспаномовних становила 4,8 % від усіх жителів.
За віковим діапазоном населення розподілялося таким чином: 23,7 % — особи молодші 18 років, 62,4 % — особи у віці 18—64 років, 13,9 % — особи у віці 65 років та старші. Медіана віку мешканця становила 39,2 року. На 100 осіб жіночої статі у місті припадало 88,5 чоловіків;  на 100 жінок у віці від 18 років та старших — 85,1 чоловіків також старших 18 років.
Середній дохід на одне домашнє господарство  становив 63 611 долар США (медіана — 52 888), а середній дохід на одну сім'ю — 77 469 доларів (медіана — 72 120). Медіана доходів становила 45 625 доларів для чоловіків та 40 408 доларів для жінок. За межею бідності перебувало 6,8 % осіб, у тому числі 12,2 % дітей у віці до 18 років та 4,3 % осіб у віці 65 років та старших.
Цивільне працевлаштоване населення становило 3758 осіб. Основні галузі зайнятості: освіта, охорона здоров'я та соціальна допомога — 25,5 %, виробництво — 16,0 %, роздрібна торгівля — 11,8 %, науковці, спеціалісти, менеджери — 10,9 %.